# لقطة عمودية

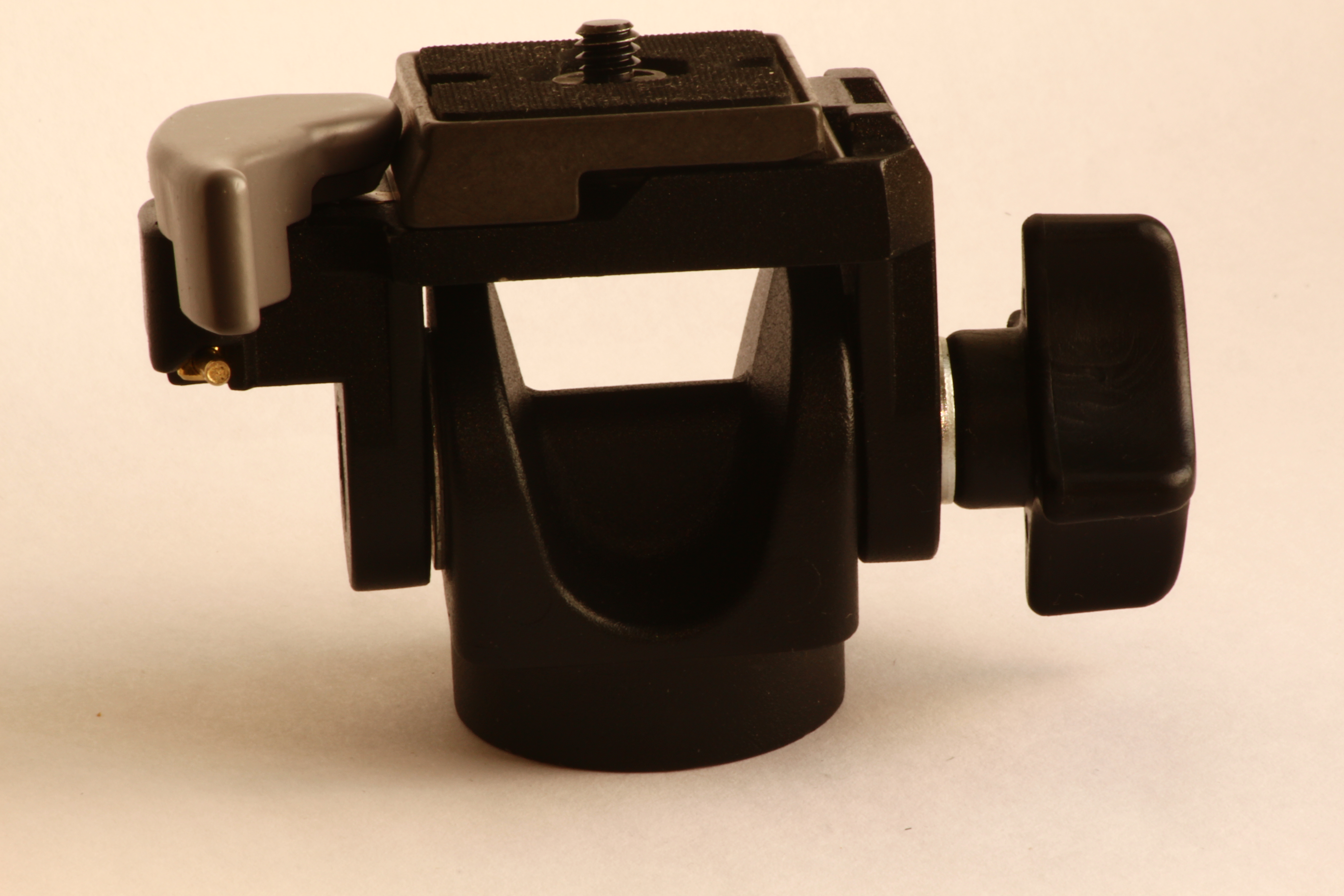

اللقطة العمودية هي تقنية سينمائية تظل فيها الكامرة في وضع ثابت ولكنها تدور لأعلى/لأسفل في فضاء رأسي. تؤدي إمالة الكمرة إلى حركة مشابهة لشخص يرفع رأسه أو يخفضه لينظر أعلى أو أسفل. ويتميز عن اللقطة الأفقية الذي تُدور فيه الكمرة أفقيًا إلى اليسار أو اليمين. يمكن استخدام اللقطة العمودية والأفقية.